# Hughes Range
L'Hughes Range è una catena montuosa alta e massiccia che fa parte dei Monti della Regina Maud, in Antartide. È orientata in senso nord-sud e caratterizzata da sei importanti elevazioni, di cui la più alta è il Monte Kaplan, alto 4.230 m. È situata a est del Ghiacciaio Canyon e si estende per 72 km fino alla confluenza dei ghiacciai Brandau e Keltie a sud e al Giovinco Ice Piedmont a nord.
Fu scoperta e fotografata dal retroammiraglio Richard Evelyn Byrd durante il volo del 18 novembre 1929 verso la base del Polo Sud.
La denominazione fu assegnata dal Comitato consultivo dei nomi antartici (US-ACAN) su raccomandazione di Byrd in onore di Charles Evans Hughes, Segretario di Stato degli USA e giudice della corte suprema americana, che fu consigliere di Byrd per le sue spedizioni.

## Elevazioni principali
- Monte Kaplan, alto 4.230 m. La vetta più elevata della catena montuosa.
- Monte Waterman (84°27′S 175°25′E), alto 3.880 m
- Monte Wexler (84°30′S 175°01′E), alto 4.025 m.

## Elevazioni importanti
Tra gli altri elementi importanti sono da segnalare:
- Campbell Cliffs
- Ghiacciaio Canyon
- Ghiacciaio Good
- Haynes Table
- Lane Plateau
- Ghiacciaio Millington
- Monte Brennan
- Monte Bronk
- Monte Cartwright
- Monte Kaplan
- Monte Odishaw
- Pain Neve
- Ghiacciaio Perez
- Ghiacciaio Shanklin